# Johan Leufqvist
Johan Leufqvist, född 31 januari 1749 i By socken, Kopparbergs län, död 10 juli 1814 i Venjans socken, Kopparbergs län, var en svensk prost, författare och glasbruksgrundare.
Leufqvist var son till bonden Per Eriksson och Magdalena Andersdotter. Han studerade vid Uppsala universitet och prästvigdes 1778. Leufqvist blev kyrkoherde i Venjan 1789 och 1793 blev han utnämnd till kunglig hovpredikant samt 1794 till prost i församlingen. Leufqvist var ledamot av Kungliga Patriotiska Sällskapet och samfundet Pro Fide et Christianismo. Han grundade Johannisholms glasbruk.